# Уолтерс, Эшли
Эшли Энтони Уолтерс (англ. Ashley Anthony Walters; род. 30 июня 1982, Лондон, Англия, Великобритания), также известный под сценическим псевдонимом Ашер Ди (англ. Asher D) — английский актёр и музыкант, получивший известность благодаря участию в группе So Solid Crew.

## Биография
Родился 30 июня 1982 года в Пекхэме, на юго-востоке Лондона в семье выходцев с Ямайки. Воспитывался матерью Памелой Кейс, которая работала госслужащей. Отец не принимал участия в воспитании и редко появлялся в жизни сына.
С четырёх лет учился в начальной школе St. Georges CE в Камберуэлле, затем пошёл в среднюю школу Pimlico (в настоящее время Pimlico Academy), которую окончил с высшими оценками по всем 10 предметам.
В 2002 году после ссоры с инспектором дорожного движения был арестован за хранение огнестрельного оружия, которое, по его словам, он приобрёл для самозащиты. Приговорён Королевским судом Саутуарка к 18 месяцам лишения свободы в исправительном учреждении для несовершеннолетних.
11 марта 2009 года был арестован за драку в ночном клубе Белфаста в Северной Ирландии, где принимал участие в съёмках телефильма «Маленький остров», в тот же день был выпущен под залог.
С 2005 по 2020 год страдал от алкогольной зависимости, также боролся с депрессией.
В 2025 году написал автобиографию «Always Winning».

### Личная жизнь
Впервые стал отцом в 17 лет, всего имеет 8 детей. Первая девушка Натали Уильямс родила ему двух сыновей и дочь, ещё двое дочерей родились от другой партнёрши и живут в Лидсе. В 2013 году Уолтерс женился на актрисе Даниэль Изайе и стал отчимом её сына, в браке у них родились ещё две дочери. В 2020 году у актёра родилась внучка.

## Актёрская карьера
С 6 лет начал посещать театральную школу Сильвии Янг, где сыграл роль в мюзикле «Оливер».
В возрасте 10 лет получил роль в телесериале «Хроники молодого Индианы Джонса». В 1997 году снялся в сериале BBC «Грендж-Хилл», в 1999 году — в криминальной драме «Убийство Стивена Лоуренса». В 2000 году сыграл в фильме «Голоса» с Дэниелом Крейгом и ещё в нескольких фильмах.
В 2004 году исполнил главную роль в фильме «Крутой парень», за которую получил Премию британского независимого кино. В 2005 году снялся в фильме «Разбогатей или сдохни» с 50 Cent.
Исполнил главные роли в сериалах «Главарь» (2011—2023) и «Пуленепробиваемые» (2018—2021), в последнем он также впервые выступил в качестве продюсера. 
В 2017 году основал собственную продюсерскую компанию SLNda.
Также принимал участие в постановках Королевского национального театра и театров Ройал-Корт и Янг-Вик.
В 2025 году запустил производство своего дебютного режиссёрского фильма «Animol». В этом же году сыграл детектива-инспектора Люка Баскомба в сериале Netflix «Переходный возраст».

## Музыкальная карьера
В 2001 году в возрасте 19 лет присоединился к гэридж–группе So Solid Crew, став самым молодым её участником, и взял себе новое имя — Asher D. В этом же году их второй сингл «21 Seconds» занял первое место в UK Singles Chart, а в 2002 году победил в номинации «Лучший британский видеоклип» на BRIT Awards.
После распада So Solid Crew в 2006 году начал сольную карьеру. В 2007 году выпустил альбом In Memory of the Street Fighter, состоящий из 17 треков, затем альбом The Appetiser Mixtape. В 2012 году вышел сингл «How You Like Me Now» и совместный с певицей Алишей Диксон сингл «Your Love». В 2019 году выпустил сингл «Top Boy».
В 2020 году подписал контракт с Warner Chappell Music.

## Награды
- 2004 — Премия британского независимого кино (BIFA) в номинации «Самый многообещающий новичок» (фильм «Крутой парень[англ.]»)[11][25].
- 2004 — Почётная премия BUFF[англ.] за 25 лет выдающегося вклада в кино и телевидение[26].

## Фильмография
| Год       |   | Русское название                | Оригинальное название              | Роль                           |
| --------- | - | ------------------------------- | ---------------------------------- | ------------------------------ |
| 1992      | с | Хроники молодого Индианы Джонса | The Young Indiana Jones Chronicles | Омар                           |
| 1997      | с | Грэндж Хилл                     | Grange Hill                        | Энди Филлипс                   |
| 1999      | с | Убийство Стивена Лоуренса       | The Murder of Stephen Lawrence     | Стюарт Лоуренс                 |
| 2000      | с | Storm Damage                    | Storm Damage                       | Стефан                         |
| 2000      | с | Городская готика                | Urban Gothic (TV series)           | Лео                            |
| 2000—2001 | с | Чисто английское убийство       | The Bill                           | Джесс Томас; Майкл Декстер     |
| 2000      | с | Несбыточная мечта               | Never Never (TV series)            | Ли                             |
| 2000      | ф | Голоса                          | Some Voices (film)                 | кухонный работник              |
| 2000      | ф | Рожденный романтиком            | Born Romantic                      | Ли                             |
| 2001      | с | Разоблачительница               | The Whistle-Blower (TV series)     | Кит Линдо                      |
| 2001      | с | Мрачное царство                 | Dark Realm                         | студент                        |
| 2003      | с | Холби Сити                      | Holby City                         | Рой Вудли                      |
| 2004      | с | Top Buzzer                      | Top Buzzer                         | Рой Багси                      |
| 2004      | ф | Крутой парень                   | Bullet Boy                         | Рики                           |
| 2005      | с | Last Rights                     | Last Rights (TV series)            | Макс                           |
| 2005      | ф | Смертельный лабиринт            | House of 9                         | Al B                           |
| 2005      | ф | Гол!                            | Goal! (film)                       | Карл Фрэнсис                   |
| 2005      | ф | Разбогатей или сдохни           | Get Rich or Die Tryin' (film)      | Антуан                         |
| 2006      | ф | Громобой                        | Stormbreaker (film)                | Волк                           |
| 2006      | ф | Life and Lyrics                 | Life and Lyrics                    | Дэнни Льюис                    |
| 2007      | с | Виртуозы                        | Hustle (TV series)                 | Билли Бонд                     |
| 2007      | ф | WAZ: Камера пыток               | WΔZ                                | Дэниел Леон                    |
| 2007      | ф | По пути беспредела              | Sugarhouse (film)                  | Ди                             |
| 2008      | с | Виртуозы                        | West 10 LDN                        | Лейси                          |
| 2008      | ф | Спиди-гонщик                    | Speed Racer (film)                 | Принц Кабала                   |
| 2008      | ф | Тяжёлый вторник                 | Tuesday (2008 film)                | Билли                          |
| 2009      | с | Маленький остров                | Small Island (TV series)           | Майкл Робертс                  |
| 2010      | с | Пять дней                       | Five Days (TV series)              | Майкл Робертс                  |
| 2011      | с | Бедлам                          | Bedlam (2011 TV series)            | Марк                           |
| 2011      | с | Изгои                           | Outcasts (TV series)               | Джек Холт                      |
| 2011—2023 | с | Главарь                         | Top Boy                            | Дюшейн Хилл                    |
| 2011      | ф | Лихорадка                       | Fedz                               | Чероки Блэйм                   |
| 2011      | ф | Как стать крутым                | Anuvahood                          | Крэкс                          |
| 2011      | ф | Шалава                          | Sket                               | Трей                           |
| 2011      | ф | Дети-самоубийцы                 | Demons Never Die                   | Бейтс                          |
| 2012      | с | Грабители                       | Inside Men                         | Крис                           |
| 2012      | с | Настоящая любовь                | True Love (TV series)              | Пол                            |
| 2012      | с | Синдбад                         | Sinbad (TV series)                 | Абдул-Фахим                    |
| 2013      | с | Доктор Кто                      | Doctor Who                         | Грегор Ван Баален              |
| 2013      | с | Дальнобойщики                   | Truckers (2013 TV series)          | Стивен                         |
| 2013      | ф | Уличные танцы 3: Все звезды     | All Stars (2013 film)              | Марк                           |
| 2014      | с | Мушкетёры                       | The Musketeers                     | Шарон                          |
| 2014      | с | Безмолвный свидетель            | Silent Witness                     | инспектор Дэйл Картер          |
| 2015      | с | Наручники                       | Cuffs (TV series)                  | констебль Райан Дрейпер        |
| 2016      | с | Пришельцы                       | The Aliens (TV series)             | Кристоф                        |
| 2016      | ф | Выкуп — миллиард                | Billionaire Ransom                 | Дэнни Дорси                    |
| 2016      | ф | 2+1                             | Two Is a Family                    | Лоуэлл                         |
| 2017      | с | Убежище                         | Safe House (TV series)             | Джон Чаннинг                   |
| 2017      | с | В темноте                       | In the Dark (British TV series)    | инспектор Тим Корниш           |
| 2018—2021 | с | Пуленепробиваемые               | Bulletproof (TV series)            | офицер Ронни Пайк              |
| 2025      | с | Тысяча ударов                   | A Thousand Blows                   | Свитч                          |
| 2025      | с | Скучаю по тебе                  | Missing You (2025 TV series)       | Джош Бьюкенен                  |
| 2025      | с | Переходный возраст              | Adolescence (TV series)            | детектив-инспектор Люк Баскомб |
| 2026      | ф | Остаться                        | Remain                             |                                |